# Saison 6 de Teen Wolf
Chronologie
Saison 5 Teen Wolf: The Movie
La sixième et dernière saison de Teen Wolf, série télévisée américaine, est constituée de vingt épisodes, diffusée du 15 novembre 2016 au 24 septembre 2017 sur MTV, aux États-Unis.

## Synopsis
Dans la première partie, la meute est confrontée aux Cavaliers Fantômes, des créatures capables d'enlever des personnes et de les effacer de la mémoire des gens qui les ont connu. Stiles sera leur quatrième victime, et la meute devra tout faire pour le récupérer. Ils auront aussi affaire au loup-garou nazi échappé de la prison des Médecins de l'Horreur.
Dans la deuxième partie, la Meute doit faire face à un nouvel ennemi se nommant L'Anuk-ite, une créature qui s'est échappée de la prison des Cavaliers Fantômes, capable de générer la peur et de pétrifier d'un simple regard. Ils devront également faire face au retour de Gérard et sa nouvelle alliée, qui vont jouer sur la paranoïa des habitants de Beacon Hills pour les monter contre toute créature surnaturelle...

## Distribution

### Acteurs principaux
- Tyler Posey (VF : Alexandre Nguyen) : Scott McCall
- Holland Roden (VF : Fily Keita) : Lydia Martin
- Shelley Hennig (VF : Cindy Lemineur) : Malia Tate
- Dylan Sprayberry (VF : Fabrice Trojani) : Liam Dunbar
- Linden Ashby (VF : Luc Boulad) : le shérif Noah Stilinski (16 épisodes)
- Melissa Ponzio (VF : Guylène Ouvrard) : Melissa McCall (12 épisodes)
- J. R. Bourne (VF : Éric Aubrahn) : Chris Argent (11 épisodes)
- Dylan O'Brien (VF : Hervé Grull) : Mieczysław « Stiles » Stilinski (5 épisodes)

### Acteurs récurrents
- Khylin Rhambo (VF : Geoffrey Loval) : Mason Hewitt (18 épisodes)
- Cody Christian (VF : Adrien Larmande) : Theo Raeken (16 épisodes)
- Michael Johnston (VF : Gwenaël Sommier) : Corey Bryant (15 épisodes)
- Ryan Kelley (VF : Garlan Le Martelot) : le shérif-adjoint Jordan Parrish (14 épisodes)
- Sibongile Mlambo (VF : Marie Giraudon) : Pr Tamora Monroe (9 épisodes)
- Froy Gutierrez (VF : Maxime Baudouin) : Nolan (9 épisodes)
- Joey Honsa (VF : Marie-Laure Dougnac) : Claudia Stilinski, la mère de Stiles (8 épisodes)
- Victoria Moroles (en) (VF : Camille Donda) : Hayden Romero (7 épisodes)
- Pete Ploszek (VF : Pascal Grull) : M. Garrett Douglas (7 épisodes)
- Ian Bohen (VF : Guillaume Lebon) : Peter Hale (7 épisodes)
- Rhenzy Feliz (VF : Tom Boutry) : Aaron (7 épisodes)
- Andrew Matarazzo (VF : Tommy Lefort) : Gabe (7 épisodes)
- Michael Hogan (VF : Michel Voletti) : Gerard Argent (6 épisodes)
- Orny Adams (VF : Yannick Blivet) : le coach Bobby Finstock (récurrence à travers les saisons - 5 épisodes)
- Cody Saintgnue (VF : Benjamin Bollen) : Brett Talbot (récurrence à travers les saisons - 3 épisodes)
- Matthew Del Negro (VF : Constantin Pappas) : Rafael McCall (récurrence à travers les saisons - 3 épisodes)
- Gideon Emery (VF : Sylvain Agaësse) : Deucalion (récurrence à travers les saisons - 3 épisodes)
- Seth Gilliam (VF : Yann Pichon) : Dr Alan Deaton, le vétérinaire (récurrence à travers les saisons - 3 épisodes)

### Invités
- Ross Butler (VF : Erwan Tostain) : Nathan Pierces (épisodes 2, 3 et 4)
- Alisha Boe (VF : Jessica Barrier) : Gwen (épisodes 3, 4 et 5)
- Patrick Gorman (VF : Jean-Bernard Guillard) : Elias Stilinski (épisode 3)
- Ryan Malgarini (VF : Gabriel Bismuth-Bienaimé) : Trent (épisodes 4 et 5)
- Gabrielle Elyse : Jayden (épisode 4)
- Tamlyn Tomita (VF : Sabeline Amaury) : Noshiko Yukimura (épisode 6)
- McNally Sagal (VF : Brigitte Aubry) : Leonore (épisode 6)
- Casey Deidrick (VF : François Santucci) : Halwyn (épisodes 11, 12 et 18)
- Lily Bleu Andrew : Lori Rohr (épisode 13)
- Lucy Loken (VF : Marie Tirmont) : Quinn (épisodes 14, 15 et 18)
- Ellery Sprayberry (VF : Ava Tirmont) : Tierney (épisode 15)
- Clayton Froning (VF : David Mandineau) : Schrader (épisode 15)
- Brandon Soo Hoo (VF : Arnaud Laurent) : Jiang (épisode 15)
- Colton Haynes (VF : Fabrice Fara) : Jackson Whittemore (épisodes 17 et 20)
- Tyler Hoechlin (VF : Stéphane Pouplard) : Derek Hale (épisodes 18, 19 et 20)
- Gonzalo Menendez : Gilberto (épisode 19)
- Charles Carver (VF : Olivier Martret) : Ethan (épisodes 17, 19 et 20)
- Jill Wagner (VF : Claire Guyot) : Katherine « Kate » Argent (épisodes 19 et 20)
- Haley Webb (VF : Pamela Ravassard) : Jennifer Blake (épisode 20)
- Benjamin Wadsworth : Alec (épisode 20)

## Production

### Développement
Le 9 juillet 2015, Jeff Davis a annoncé, lors du Comic Con de San Diego, le renouvellement de la série pour une sixième saison de vingt épisodes.
Le 9 mars 2016, il est révélé que l'intérêt commun que se portent les personnages Stiles et Lydia deviendra un point central de la saison.
Le lendemain, un teaser de la saison est dévoilé par la chaîne américaine.
Le 21 juillet 2016, lors du Comic Con de San Diego, Jeff Davis a annoncé cette sixième saison comme étant la dernière de la série, soit après 100 épisodes et un trailer est aussi dévoilé.
En octobre 2016, un nouveau trailer est à nouveau dévoilé. Le même mois, l'acteur Tyler Posey est annoncé comme réalisateur du treizième épisode, puis l'acteur Linden Ashby est également annoncé comme réalisateur pour le quatorzième épisode.
En novembre 2016, un trailer officiel final est dévoilé par MTV.
Le 6 juillet 2017, la chaîne MTV a dévoilé que la diffusion des dix derniers épisodes de la saison 6 aura lieu à partir du 30 juillet 2017 à 20 h, que la série sera présente lors du Comic Con de San Diego et qu'une bande annonce de cette dernière sera également dévoilée.
En août 2017, la chaîne MTV a dévoilé que le dernier épisode de la série sera diffusée le 24 septembre 2017 à 20 h et qui sera d'une durée de 50 minutes.

### Casting
En mars 2016, Pete Ploszek obtient un rôle récurrent lors de cette saison et interprétera le rôle du nouveau professeur Garrett Douglas.
En avril 2016, Cody Christian a annoncé que son personnage (Theo Raeken) n'était pas mort et qu'il pourrait revenir lors de cette saison et dans le même temps Arden Cho (Kira Yukimara), qui a interprété pendant trois ans et demi le personnage, a annoncé qu'elle quittait la série et qu'elle ne reviendrait pas lors de cette même saison. Le même mois, Alisha Boe a obtenu le rôle récurrent de Gwen, Joey Honsa (Claudia Stilinski, la mère de Stiles) apparue dans la cinquième saison, reprendra son rôle avec Gabrielle Elyse et Ross Butler obtient le rôle récurrent de Nathan, lors de cette saison.
En juillet 2016, Cody Christian est confirmé pour faire son retour lors de cette saison ainsi que Ian Bohen.
En septembre 2016, le producteur Jeff Davis a confirmé, lors d'une interview, que Ian Bohen (Peter Hale) et Cody Christian (Theo Raeken) ne seront pas les seuls acteurs à faire leur retour lors de cette sixième saison.
En octobre 2016, John Posey a confirmé qu'il sera de retour dans la deuxième partie de la sixième saison en reprenant son rôle du Dr Conrad Fenris et Sibo Mlambo a obtenu le rôle récurrent de Tamora Monroe, une professeur des sciences humaines et conseillère d'orientation du lycée, lors de cette saison.
En novembre 2016, il est révélé que les acteurs Linden Ashby, Melissa Ponzio et J. R. Bourne ont obtenu le statut d'acteur principal lors de cette sixième saison,. Le même mois, McNally Sagal (vue dans Secrets and Lies et Sons of Anarchy) a obtenu le rôle d'invité de Leonore, une banshee super puissante lors de l'épisode 6 de cette saison.
En décembre 2016, Matthew Del Negro, qui a interprété le père de Scott dans la troisième et quatrième saison a confirmé sur son compte Instagram qu'il sera de retour lors de cette saison.
En février 2017, Andrew Matarazzo a obtenu le rôle de Gabe.
En mars 2017, Meagan Tandy, qui a interprété pendant trois ans le rôle de Braeden a annoncé sur son compte Twitter qu'elle ne sera pas présente lors de la deuxième partie de cette saison faute d'accord avec les scénaristes.
En avril 2017, Froy Gutierrez a obtenu le rôle récurrent de Nolan.
En mai 2017, Gideon Emery, qui a interprété le rôle de Deucalion dans la première partie de la troisième saison et la deuxième partie de la cinquième saison, sera de retour lors de la deuxième partie de cette saison.
En juillet 2017, Casey Deidrick a obtenu le rôle de Hawlyn, un ancien résident d'Eichen House, mais qui est aussi un chien de l'enfer qui a une centaine d'années. Le même mois, il est révélé que Dylan O'Brien, Colton Haynes (pas vu depuis la fin de la deuxième saison), Charles Carver et Haley Webb (pas vus depuis la troisième saison), Jill Wagner et Tyler Hoechlin (pas vus depuis la fin de la quatrième saison), Cody Saintgnue et Michael Hogan (pas vus depuis la cinquième saison) seront de retour et présents pour les dix derniers épisodes de la série.
Au sujet de son retour, Dylan O'Brien a révélé lors d'une interview : « Je n'étais pas censé être dans les dix derniers épisodes de la série. C'était très important pour moi d'être là. Mon contrat s'arrêtait à la fin de la première partie de la sixième saison mais Stiles est mon premier rôle alors il était difficile pour moi de ne pas faire partie de quelque chose encore en cours. »
Toujours lors du même mois, Jeff Davis a déclaré que Crystal Reed, Arden Cho, Victoria Moroles et Daniel Sharman ne seront pas présents lors de la deuxième partie de cette saison et que Sibongile Mlambo, Casey Deidrick, Andrew Matarazzo et Joey Gutierrez feront, quant à eux, leurs apparitions.

### Tournage
Le tournage de la sixième saison s'est déroulé du 22 février 2016 et s'est terminé le 13 mars 2017, aux États-Unis.  
En août 2016, Jeff Davis a déclaré que la présence et le retour de Dylan O'Brien était prévu seulement après le tournage du film American Assassin dans lequel l'acteur doit participer en septembre 2016. Il a ensuite ajouté que le tournage de la série reprendra le 3 octobre 2016 et se terminera en janvier 2017. Des scènes manquantes de la première partie de la saison seront également tournées.
En décembre 2016, Dylan O'Brien est revenu sur le tournage de la série, du 12 au 22 décembre 2016 pour terminer les scènes de cette saison qui manquaient à la suite de son accident et du tournage du film Le Labyrinthe : Le Remède mortel.[réf. nécessaire]

## Liste des épisodes

### Épisode 1:Souvenir perdu
- États-Unis : 15 novembre 2016 sur MTV[4]
- France :
  - 18 novembre 2016 sur MTV France (en VOSTFr)
  - 24 juin 2017 sur MTV France[38] (en VF)
- Québec : 13 octobre 2017 sur VRAK

- États-Unis : 567 000 téléspectateurs[39] (première diffusion)

Trois mois après avoir vaincu Sebastien Valet et Theo Raeken, Scott, Stiles, Lydia et Malia se préparent à passer leur dernier mois au lycée. Liam et Hayden trouvent un jeune garçon nommé Alex, dont les parents ont été enlevés par un homme à cheval. Scott, Stiles, Liam et Mason vont plus tard chez Alex, qui a été abandonné et trouvent que toutes traces d'existences des parents d'Alex semblent avoir été effacées. Stiles voit le même homme qui a pris les parents d'Alex, et ils découvrent alors que toutes les affaires d'Alex ont maintenant aussi disparu. Lydia révèle qu'elle a entendu une musique étrange; elle et Stiles en déduisent que les hommes à cheval sont en fait des Cavaliers Fantômes, membres de la mythique chasse sauvage. Quiconque les voit passer se fait enlever, son existence est alors effacée et la personne est oubliée par tous ceux qui le connaissent. 
- Lors de cet épisode, Holland Roden a prononcé quelques mots en français (femme, fée, fantôme).[réf. nécessaire]
- À partir de cet épisode, Linden Ashby, Melissa Ponzio et J. R. Bourne sont crédités au générique de la série[23].
- Melissa Ponzio et J. R. Bourne n'apparaissent pas dans l'épisode.

### Épisode 2:Superposition
- États-Unis : 22 novembre 2016 sur MTV
- France :
  - 25 novembre 2016 sur MTV France (en VOSTFr)
  - 24 juin 2017 sur MTV France[40] (en VF)
- Québec : 20 octobre 2017 sur VRAK

- États-Unis : 414 000 téléspectateurs[41] (première diffusion)

Lydia, Scott et Malia tentent de se souvenir de Stiles. Les trois amis remarquent qu'il y a quelqu'un qui manque dans leur vie. Scott se rappelle d'un moment avec Stiles où ils étaient dans les bois (lors du premier épisode de la première saison) en train de chercher un corps. Malia se souvient du moment où quelqu'un l'avait attachée à la maison du lac. Quant à Lydia, elle a des flashbacks du moment où Stiles et elle tentaient de fuir les Cavaliers Fantômes. Plus tard, grâce à Lydia et à ses compétences de Banshee, elle écrit à plusieurs reprises « Mischief » (malicieux) ce qui forme le mot « Stiles ».
- La phrase « Qu'est ce que c'est un Stiles ? » prononcé par Lydia à la fin de l'épisode est une référence à l'épisode 5 de la première saison, où elle avait dit exactement (en VO) la même phrase à Stiles.[réf. nécessaire]
- Melissa Ponzio , Dylan O'Brien et J. R. Bourne n'apparaissent pas dans cet épisode.

### Épisode 3:Crépuscule
- États-Unis : 29 novembre 2016 sur MTV
- France :
  - 2 décembre 2016 sur MTV France (en VOSTFr)
  - 24 juin 2017 sur MTV France[42] (en VF)
- Québec : 27 octobre 2017 sur VRAK

- États-Unis : 428 000 téléspectateurs[43] (première diffusion)

M. Douglas, le nouveau professeur arrivé à Beacon Hills, s'avère être en réalité le loup-garou Alpha nazi qui s'était échappé du laboratoire des médecins de l'horreur. Il tue plusieurs personnes en mordant leur crâne et en leur retirant la glande pinéale qu'il mange ensuite. Chris Argent, de retour à Beacon Hills, demande l'aide de Mélissa pour retrouver le loup-garou responsable des meurtres. 
Pendant ce temps, Hayden fait la connaissance de Gwen, une fille dont la sœur a été enlevée par les cavaliers. En supposant que Gwen pourrait bien être la prochaine cible des cavaliers, Liam, Mason, Corey et Hayden ont un plan : organiser une fête chez Scott qui a pour but de mettre Gwen en sécurité. Les cavaliers apparaissent et Corey utilise son pouvoir pour rendre l'un d'entre eux visible, permettant à Liam de le combattre et de sauver Gwen. Parrish arrive et tire sur le cavalier, mais ce dernier disparaît sans l'attaquer. Liam raconte à Scott ce qui s'est passé et tous les deux se rendent compte que tous ceux qui ont vu le cavalier à la fête sont maintenant des cibles.
- Dylan O'Brien n'apparaît pas dans cet épisode.

### Épisode 4:Reliques
- États-Unis : 6 décembre 2016 sur MTV
- France :
  - 16 décembre 2016 sur MTV France (en VOSTFr)
  - 1er juillet 2017 sur MTV France[44] (en VF)
- Québec : 3 novembre 2017 sur VRAK

- États-Unis : 508 000 téléspectateurs[45] (première diffusion)

Dans les bois, Melissa et Chris Argent sont sur la piste du loup-garou responsable de meurtres depuis plusieurs semaines. Ils tombent sur deux nouvelles victimes et croisent accidentellement Malia en train de courir et qui n'arrive pas à se contrôler. Lydia continue à enquêter sur la disparition de Stiles. Elle est à la recherche d'une relique qu'il aurait pu laisser derrière lui. Elle essaie d'enquêter dans la maison de Stilinski, mais Claudia l'arrête. 
Pendant ce temps là, Scott, Liam et les autres tentent de protéger tous ceux qui ont vu les cavaliers à la fête en les emmenant tous au bunker souterrain de Chris Argent. Cependant, quatre des lycéens, y compris Gwen, participent à un match de crosse au lycée. Scott, Liam et Corey participent au match pour les protéger, tandis que Chris et Malia gardent le bunker. Mason comprend que Parrish est capable d'arrêter les cavaliers. Ceux-ci arrivent et parviennent à enlever et effacer de nombreuses personnes, dont Gwen. Parrish affronte un des cavaliers, reçoit une de ses balles mais survit. Un des élèves du bunker, Nathan Pierces, permet aux cavaliers d'entrer dans les tunnels souterrains en essayant de s'échapper. Les cavaliers l'effacent ainsi que les autres étudiants de la fête. 
- Dylan O'Brien n'apparaît pas dans cet épisode.

### Épisode 5:Silence radio
- États-Unis : 13 décembre 2016 sur MTV
- France :
  - 23 décembre 2016 sur MTV France (en VOSTFr)
  - 1er juillet 2017 sur MTV France[46] (en VF)
- Québec : 10 novembre 2017 sur VRAK

- États-Unis : 549 000 téléspectateurs[47] (première diffusion)

Après avoir été enlevé par les cavaliers fantômes, Stiles se retrouve dans une gare abandonnée avec un grand nombre d'autres personnes qui ont été effacées par les cavaliers. Une de ces personnes est Peter Hale, qui lui révèle avoir aussi été enlevé par les cavaliers après qu'il s'est échappé d'Eichen House pendant la panne de courant causée lorsque la meute a sauvé Lydia. Stiles, Peter et un autre prisonnier dénommé Trent tentent de savoir comment s'échapper : Trent tente de s'échapper par une barrière magique installée par les cavaliers, mais la barrière l'incinère. Stiles et Peter tentent d'utiliser l'interphone de la gare pour contacter les amis de Stiles, mais ils échouent.
- Dans cet épisode, plusieurs références à des épisodes des saisons passées sont faites, notamment Eichen House.
- Cet épisode marque le grand retour de Dylan O'Brien et d'Ian Bohen.
- Dylan Sprayberry, Melissa Ponzio et J. R. Bourne n'apparaissent pas dans cet épisode.
- Cet épisode est le dernier diffusé avant une pause le temps des fêtes de fin d'année aux États-Unis.

### Épisode 6:Ville fantôme
- États-Unis : 3 janvier 2017 sur MTV
- France : 
  - 6 janvier 2017 sur MTV France (en VOSTFr)
  - 8 juillet 2017 sur MTV France (en VF)
- Québec : 17 novembre 2017 sur VRAK

- États-Unis : 453 000 téléspectateurs[48] (première diffusion)

En se lavant les mains dans les toilettes, Lydia regarde un miroir lorsque celui-ci l'attire à l'intérieur et se retrouve à une fête dans la ville de Canaan où le chaos commence à s'ensuivre. Les gens hurlent, courent dans toutes les directions et finissent par disparaître dans une bouffée de fumée verte. Lydia raconte ensuite son rêve à Malia et ils trouvent où la ville Canaan est située. Pendant ce temps, Scott commence à raconter au shérif Stilinski le contact récent qu'il a eu avec Stiles grâce à la Jeep, mais le shérif refuse de le croire. Quand Lydia, Scott et Malia arrivent à Canaan, ils émergent sur une rue verdoyante avec des voitures abandonnées, des clôtures de piquetage déchiquetées et des maisons délabrées, ce qui conduit Lydia à appeler Canaan une «ville fantôme». En raison de l'énergie dans la ville, Malia et Scott éprouvent des hallucinations. Le gang trouve ensuite un garçon qui les conduit à la maison de la seule personne qui est restée au village, une dénommée Lenore. Cette dernière décide de garder Scott, Lydia, et Malia en otage pour que son fils Caleb joue avec eux. Cependant, Lydia parvient à convaincre Lenore de les laisser repartir. 
- Dylan O'Brien n'apparaît pas dans cet épisode.
- Cet épisode marque le grand retour de Cody Christian.

### Épisode 7:Sans cœur
- États-Unis : 10 janvier 2017 sur MTV
- France : 
  - 13 janvier 2017 sur MTV France (en VOSTFr)
  - 8 juillet 2017 sur MTV France (en VF)
- Québec : 24 novembre 2017 sur VRAK

- États-Unis : 425 000 téléspectateurs[49] (première diffusion)

Scott et Malia refusent de faire confiance à Theo, mais Liam les convainc qu'il peut être utile. Lydia pense que Claudia est un fantôme comme Caleb, conjuré par le shérif Stilinski pour combler le vide dans sa vie créée par l'effacement de Stiles. Avec l'aide de Theo, le groupe construit une cage qui peut contenir un cavalier fantôme. Ils utilisent ensuite un paratonnerre pour en attirer un, et l'attirer dans la cage en utilisant Hayden comme appât. Après l'avoir capturé, ils tentent de l'interroger, mais il ne répond pas. Mason se rappelle que le Cavalier Fantôme qui avait confronté Parrish à la fête avait essayé de lui parler, ce qui signifie que Parrish peut communiquer avec eux. Pendant ce temps, Malia et Melissa tentent de guérir les brûlures de Peter et de se servir de lui pour trouver l'emplacement du fossé qui mène à la gare de la chasse sauvage. 
- Dylan O'Brien n'est pas présent dans cet épisode, tout comme J. R. Bourne.

### Épisode 8:Guerre éclair
- États-Unis : 17 janvier 2017 sur MTV
- France : 
  - 20 janvier 2017 sur MTV France (en VOSTFr)
  - 15 juillet 2017 sur MTV France (en VF)
- Québec : 1er décembre 2017 sur VRAK

- États-Unis : 441 000 téléspectateurs[50] (première diffusion)

L'épisode commence avec un flashback de M. Douglas lorsqu'il était un soldat nazi. Celui-ci explique ce qu'est la chasse sauvage mais personne ne le croit. Ensuite on voit le shérif se rappelant petit-à-petit la chambre de Stiles jusqu'à s'en rappeler entièrement. Scott, Lydia, Malia, Liam et Peter tentent de trouver un moyen de sauver Stiles mais en vain. Ensuite nous voyons Scott, Lydia et Malia dans la forêt, là où Peter a été retrouvé, cherchant la faille et remarquent qu'elle ne se trouve pas au-dessus d'eux mais en-dessous, dans les souterrains. Chris et Melissa, quant à eux, retournent sur le lieu où l'un des Ghost Riders a été tué par Mr Douglas. Ce dernier se trouvait juste derrière eux et leur demande où se trouve le Hellhound en les menaçant. Pendant ce temps Mason, Hayden et Liam se trouvent au commissariat, lorsque Théo raconte le passé de Mr Douglas, qu'il est un "Löwenmensch" (mi-loup-garou, mi-lion) ayant sévi durant l'Allemagne nazie, et qui a passé plusieurs décennies (70 ans) dans la cuve des Médecins de l'horreur, où il a acquis d'autres pouvoirs, à savoir ceux d'un alpha et ceux d'un Ghost Rider. Son but est d'avoir, de se créer une armée surnaturelle et de s'approprier la chasse sauvage lorsque les Ghost Riders arrivent. Ils enlèvent Mason puis Hayden. Melissa et Chris se trouvent dans les souterrains, à la suite de la menace de Mr Douglas, là où se situe Parrish. Chris tente de tuer Mr Douglas mais il n'y arrive pas. Mr Douglas utilise alors le fouet et fait disparaître Chris puis Melissa. 
Scott, Lydia, et Malia se trouvent au souterrain et trouvent une faille. Liam les rejoint peu après. Mr Douglas et le Hellound, qui est du côté de ce dernier, se trouvent derrière eux. Mr Douglas donne alors des coups de fouet afin que Scott et sa meute se retirent. Une fois fait, Parrish brûle la faille et traverse avec Mr Douglas. Scott et les autres tentent alors de la traverser mais elle s'est refermée. Soudain deux Ghost Riders apparaissent, Liam et Lydia partent se réfugier au bunker tandis que Scott et Malia tentent de battre les deux Ghost Riders. Ses derniers remarquent que les Ghost Riders ne cherchent pas à les faire disparaître mais à les tuer. Soudain, lorsque Scott et Malia sont en danger, Peter arrive et combat les Ghost Riders. Scott et Malia s'enfuient et voient Peter se refaire enlever par les Ghost Riders. Durant le même moment, Lydia et Liam partent vers le bunker lorsque soudain un Ghost Riders pointe une arme sur Liam. Lydia se met immédiatement devant Liam. Le Ghost Riders baisse alors son arme. Lydia et Liam passent sans que le Ghost Riders ne les menacent, au contraire il fixe Lydia. 
Le shérif explique à Claudia, pendant le même moment, qu'ils avaient un fils puis après une conversation sur leur passé, Claudia disparaît.
- Dylan O'Brien n'apparaît pas dans cet épisode.

### Épisode 9:Souviens-toi
- États-Unis : 24 janvier 2017 sur MTV
- France :
  - 3 février 2017 sur MTV France (en VOSTFr)
  - 15 juillet 2017 sur MTV France
- Québec : 8 décembre 2017 sur VRAK

- États-Unis : 494 000 téléspectateurs[51] (première diffusion)

Alors que Liam et Noah délivrent Theo pour qu'ils se battent à leurs côtés, les Cavaliers Fantomes débarquent au commissariat et effacent Noah. Liam et Theo se réfugient à l'hôpital, puis Theo se sacrifie pour sauver Liam se faisant effacer à son tour.
Pendant ce temps Scott, Malia et Lydia tentent de se souvenir de Stiles dans le souterrain. Ils s'installent l'un après l'autre dans une machine qui refroidit leur corps afin de se retrouver dans un état d'hypnose. La première tentative avec Scott est un échec mais il se souvient du jour où Stiles lui a dit qu'il le considérait comme son frère et qu'ils partageaient un lien puissant. Malia parvient ensuite à ouvrir un portail pendant quelques instants grâce à un souvenir où Stiles l'aide dans sa transformation lors de la pleine lune, où il l'attache dans la cave de la maison de Lydia. C'est finalement Lydia qui parvient à faire réapparaître Stiles grâce à leur forte connexion émotionnelle : elle se souvient avoir embrassé Stiles pour stopper sa crise de panique dans les vestiaires, et prend enfin conscience de son amour pour lui.
- Dylan O'Brien n'apparaît dans cet épisode que par le biais de flashbacks d'anciens épisodes.
- Melissa Ponzio et J. R. Bourne n'apparaissent pas dans cet épisode.

### Épisode 10:La Dernière Chevauchée
- États-Unis : 31 janvier 2017 sur MTV[3]
- France : 
  - 10 février 2017 sur MTV France (en VOSTFr)
  - 22 juillet 2017 sur MTV France (en VF)
- Québec : 15 décembre 2017 sur VRAK

- États-Unis : 445 000 téléspectateurs[52] (première diffusion)

Stiles entend Lydia et essai d'arriver à temps vers la faille, il est aidé par son père qui disperse la foule à la « gare ». Mais Lydia est la seule à avoir vu Stiles et il n'est plus là, Scott et Malia ne l'ont pas vu. Mais elle est sure qu'il est de retour, il réapparaît dans sa Jeep. Liam vient voir Scott car des rails sont apparus partout en ville et aussi un tableau des départs et des arrivées comme dans la station de train où se trouvait Stiles. Scott et Liam se retrouvent face à Garrett Douglas et Parrish, et là apparaît Stiles qui frappe par derrière Douglas. Malia et Lydia découvrent que la « gare » et Beacon Hills fusionnent, et apparaît dans la bibliothèque des disparus qui attendent dans la « gare ». Elles veulent les empêcher de prendre le train qui va arriver, mais Malia doit utiliser sa connexion émotionnelle avec Peter pour cela. Elle l'appelle papa et il l'entend, mais des Ghost Riders arrivent et Peter et Malia combattent ensemble. Hayden et Mason eux cherchent Corey dans la « gare ». Ils ne le trouvent pas mais entendent un décompte avant l'arrivée du train. Mason reconnaît la voix de Corey.
Stiles a l'idée d'utiliser du nitrogène liquide pour enlever les flammes du Hellhound et faire revenir Jordan Parrish. Il leur annonce que Douglas veut fusionner les deux mondes pour que les Ghost Riders puissent venir et ainsi contrôler sa supposer armée. Il indique que le seul moyen de l'en empêcher et de dérouter le train pour qu'il ne s'arrête pas en ville. Liam trouve un cheval de Ghost Rider et veut le monter, mais le Ghost Rider apparaît et s'attaque à lui. Liam est une nouvelle fois aidé par Theo (qui est toujours là). Liam réussis donc a monter le cheval et retrouve Hayden et Mason à la « gare ». Ils trouvent Corey dans le local où il y a la radio. Mais il est connecté a pleins de fils plantés dans son corps, il doit certainement aider à la connexion entre les mondes. Mason veut le sortir de là, mais Liam leur dit qu'ils doivent laisser le temps à Scott de dévier le train sinon il ne va pas le trouver et ne pourra pas sauver la ville. Mason refuse, mais il est convaincu par Corey d'attendre.
Alors que Stiles se trouve dans les vestiaires où il se bât avec un Ghost Riders et qu'il est sur le point d'être tué, Lydia arrive en courant elle utilise son cri de Banshee, Stiles et Lydia s'empressent de courir l'un vers l'autre et s'embrassent passionnément. Stiles entend sa mère, Lydia lui explique que ce n'est pas vraiment elle. Claudia s'en prend à Stiles en l'étranglant, Noah arrive et tire sur Claudia. Mais elle lui dit que les balles ne lui font rien. Lydia va utiliser sa voix pour aider les balles à toucher leur cible et sauver Stiles. Scott affronte Douglas et la chasse sauvage avec l'aide de Malia, Théo et Peter. Grâce à une lutte acharnée de bout en bout, Scott parvient à utiliser le fouet d'un des Ghosts Riders pour changer l'aiguillage du train, il ne passera pas à Beacon Hills. Après sa défaite, les Ghosts Riders reviennent vers Garrett Douglas quand il essaie de les faire commander à nouveau et le transforme en l'un d'eux puis disparaissent tous dans les éclairs.
Stiles, Lydia, Malia et Scott ont leurs derniers cours au lycée. Stiles donne sa batte de baseball à Mason et lui dit qu'il sera comme lui, lorsqu'il était avec Scott au début et qu'il en aura besoin lorsqu'il se battra au côté de Liam qui sera bientôt un Alpha. Stiles et Lydia sont maintenant en couple mais Stiles va aller à Washington dans une formation pré-FBI avec l'aide du père de Scott. Il donne sa Jeep à Scott car il ne va plus en avoir besoin. Il lui donne aussi un rouleau de scotch car Lydia va le conduire jusque là-bas pour l'aider à s'installer en même temps qu'elle intègre le MIT (Institut de technologie du Massachusetts). Scott lui va aller à UC Davis. 
- Cet épisode marque le retour de Dylan O'Brien.
- Lors de la dernière scène de l'épisode, la voix « Unit Four » est celle de Jeff Davis, le créateur de Teen Wolf.[réf. nécessaire]
- Cet épisode est le dernier diffusé avant une pause aux États-Unis.

### Épisode 11:Le Roi des rats
- États-Unis : 30 juillet 2017 sur MTV
- France : 
  - 5 août 2017 sur MTV France (en VOSTFr)
  - 7 octobre 2017 sur MTV France (en VF)
- Québec : 22 décembre 2017 sur VRAK

- États-Unis : 518 000 téléspectateurs[53] (première diffusion)

- Linden Ashby et J. R. Bourne n'apparaissent pas dans cet épisode.

- Dylan O'Brien n’apparaît plus dans le générique à partir de cet épisode.

### Épisode 12:Talent brut
- États-Unis : 6 août 2017 sur MTV
- France : 
  - 12 août 2017 sur MTV France (en VO sans sous-titre)
  - 7 octobre 2017 sur MTV France (en VF)
- Québec : 29 décembre 2017 sur VRAK

- États-Unis : 470 000 téléspectateurs[54] (première diffusion)

- Dylan O'Brien et Melissa Ponzio n'apparaissent pas dans cet épisode.
- Cet épisode marque le retour de Michael Hogan et Cody Saintgnue.

### Épisode 13:Les Images fantômes
- États-Unis : 13 août 2017 sur MTV
- France : 
  - 19 août 2017 sur MTV France (en VOSTFr)
  - 14 octobre 2017 sur MTV France (en VF)
- Québec : 5 janvier 2018 sur VRAK

- États-Unis : 430 000 téléspectateurs[55] (première diffusion)

- Dylan O'Brien et Linden Ashby n'apparaissent pas dans cet épisode.

### Épisode 14:Sans visage
- États-Unis : 20 août 2017 sur MTV
- France : 
  - 26 août 2017 sur MTV France (en VOSTFr)
  - 14 octobre 2017 sur MTV France (en VF)
- Québec : 12 janvier 2018 sur VRAK

- États-Unis : 440 000 téléspectateurs[56] (première diffusion)

- Dylan O'Brien n'apparaît pas dans cet épisode.

### Épisode 15:Bras de fer
- États-Unis : 20 août 2017 sur MTV
- France : 
  - 2 septembre 2017 sur MTV France (en VOSTFr)
  - 21 octobre 2017 sur MTV France (en VF)
- Québec : 19 janvier 2018 sur VRAK

- États-Unis : 370 000 téléspectateurs[56] (première diffusion)

- Dylan O'Brien, Melissa Ponzio et J. R. Bourne n'apparaissent pas dans cet épisode.

### Épisode 16:Le Déclencheur
- États-Unis : 3 septembre 2017 sur MTV
- France : 
  - 9 septembre 2017 sur MTV France (en VOSTFr)
  - 21 octobre 2017 sur MTV France (en VF)
- Québec : 26 janvier 2018 sur VRAK

- États-Unis : 440 000 téléspectateurs[57] (première diffusion)

Liam, Theo et Mason font équipe et tentent d'attirer les chasseurs loin de Beacon Hills, pendant que Scott, Malia, Lydia et Argent essaient de pénétrer dans l'arsenal de Gerard afin de détruire toutes les armes.
- Dylan O'Brien et Linden Ashby n'apparaissent pas dans cet épisode.
- Scott et Malia s'embrassent volontairement pour la première fois.

### Épisode 17:Les Loups-garous de Londres
- États-Unis : 10 septembre 2017 sur MTV
- France : 
  - 16 septembre 2017 sur MTV France (en VOSTFr)
  - 28 octobre 2017 sur MTV France (en VF)
- Québec : 2 février 2018 sur VRAK

- États-Unis : 420 000 téléspectateurs[58] (première diffusion)

Après une attaque choquante laissant la meute sans solution, le père et la mère de Scott, Mason et Lydia sont blessés. Scott décide de contre attaquer Gerard et son armée et s'engage à recruter des renforts en allant demander des conseils et de l'aide auprès de Deucalion et Peter.
- Cet épisode marque le retour de Colton Haynes, Charles Carver, Gideon Emery et Ian Bohen.
- Dylan O'Brien et J. R. Bourne n'apparaissent pas dans cet épisode.

### Épisode 18:Génotype
- États-Unis : 17 septembre 2017 sur MTV
- France : 
  - 23 septembre 2017 sur MTV France (en VOSTFr)
  - 28 octobre 2017 sur MTV France (en VF)
- Québec : 9 février 2018 sur VRAK

- États-Unis : 430 000 téléspectateurs[59] (première diffusion)

- Dylan O'Brien, Linden Ashby, Melissa Ponzio et J. R. Bourne n'apparaissent pas dans cet épisode.

### Épisode 19:Nuit de cristal
- États-Unis : 17 septembre 2017 sur MTV
- France : 
  - 30 septembre 2017 sur MTV France (en VOSTFr)
  - 4 novembre 2017 sur MTV France (en VF)
- Québec : 16 février 2018 sur VRAK

- États-Unis : 390 000 téléspectateurs[59] (première diffusion)

- Cet épisode marque le retour de Jill Wagner et Tyler Hoechlin.
- Dylan O'Brien et Melissa Ponzio n'apparaissent pas dans cet épisode.

### Épisode 20:Carnage!
- États-Unis : 24 septembre 2017 sur MTV
- France : 
  - 30 septembre 2017 sur MTV France (en VOSTFr)
  - 4 novembre 2017 sur MTV France (en VF)
- Québec : 23 février 2018 sur VRAK

- États-Unis : 676 000 téléspectateurs[60] (première diffusion)

Alors que Scott, Lydia, Malia et Peter sont sur le point d'être tués par Monroe et ses hommes, Stiles et Derek arrivent à temps et les font fuir. Deucalion meurt de ses blessures mais avant de mourir, il dit à Scott que la plus grande peur de Gerard est qu'il ne peut pas le tuer ! Scott et le reste de la meute vont à la clinique vétérinaire de Deaton et racontent à Stiles et Derek la situation de Beacon Hills avec Gerard et Monroe et l'apparition de l'Anuk-Ite provenant de la Chasse Sauvage et de la peur qu'il provoque chez les habitants. Gerard appelle Scott et lui dit qu'il a su diviser ses forces : Liam coincé à l'hôpital, son père emprisonné par ses hommes au commissariat de police, Parrish capturé et détenu à Eichen House et Jackson Whittemore et Ethan torturés dans le repère de Gerard.
Scott envoie Théo à l'hôpital pour aider Liam à arrêter Gabe et les chasseurs en compagnie de Melissa, Corey, Mason et Nolan (qui a changé de camp); Stiles et Lydia partent ensemble à la recherche de Jackson et Ethan; et pendant ce temps-là Scott, Malia et Derek se rendent au lycée afin de défaire l'Anuk-Ite une fois pour toutes pour stopper la peur chez les habitants de Beacon Hills. Monroe tire sur Scott avec une balle remplit d'aconit-tue loup mais Derek parvient à brûler le poison et à lui sauver la vie.
Stiles et Lydia retrouvent Jackson, et Scott demande à Stiles de lui ramener quelque chose du local de Gerard. Pendant ce temps-là, Stilinski se rend seul à Eichen House afin de sauver Parrish de ses ravisseurs, trois de ses adjoints, qu'il parvient à neutraliser. Lydia et Jackson retrouvent Ethan, puis ils vont tous les trois au lycée afin de retrouver Scott, mais l'Anuk-Ite a déjà pétrifié Jackson, Ethan, Malia, Derek et Peter.
Dans le local de Gerard, ce dernier tire sur Kate. Argent arrive et lui dit qu'il ne pourra pas vaincre Scott car il savait qu'il allait utiliser de l'aconit-tue loup et qu'il va utiliser de la poudre de sorbier afin de détruire l'Anuk-Ite. Kate parvient à reprendre ses esprits et tue son père.
Scott se réfugie dans la bibliothèque du lycée et se retrouve face à l'Anuk-Ite, qui prend successivement l'apparence de plusieurs personnes pour le tourmenter (autant ses alliés que ses anciens ennemis) et lui faire ouvrir les yeux. Scott décide alors de se crever les yeux. Stiles arrive et jette de la poudre de sorbier sur la créature, l'anéantissant pour de bon. Jackson, Malia, Ethan, Peter et Derek reviennent ainsi à la normale. Malia embrasse Scott, ce qui lui permet de recouvrer la vue.
À l'hôpital, après avoir vaincu les chasseurs et Gabe, Théo décide de prendre sa souffrance et douleur afin de l'aider à mourir, ce qui fait comprendre à Liam, Corey et Mason que Théo a bel et bien changé et qu'il est sur la voie de la rédemption.
Deux ans après les événements à Beacon Hills, Scott et Argent vont à Los Angeles, à la rencontre d'un jeune loup-garou du nom d'Alec qu'ils sauvent de deux chasseurs. Scott décide lui raconter son histoire et lui explique ce qui l'a amené à se battre et à ne jamais renoncé. Il lui dit que c'est Tamora Monroe qui en a après lui et toutes les créatures du monde et qu'elle a pris la relève de Gerard.
- Cet épisode est le 100e et dernier épisode de la série. Il a une durée spéciale de 50 minutes.[réf. nécessaire]
- Dylan O'Brien, Tyler Hoechlin, Jill Wagner, Colton Haynes, Charles Carver et Haley Webb font leur retour dans cet épisode.
- Cet épisode marque aussi la centième apparition de Tyler Posey, qui est donc le seul acteur à apparaitre dans tous les épisodes de la série.